# Lachnus tatakaensis
Lachnus tatakaensis är en insektsart. Lachnus tatakaensis ingår i släktet Lachnus och familjen långrörsbladlöss. Inga underarter finns listade i Catalogue of Life.